# Província d'Atahuallpa

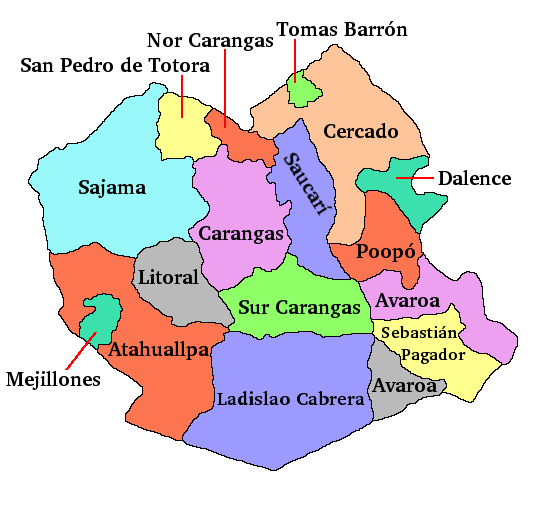
Les províncies del Departament d'Oruro.

La província d'Atahuallpa és una de les 16 províncies del Departament d'Oruro, a Bolívia. La seva capital és Sabaya.